# Huaca Santa Cruz
La huaca Santa Cruz, también conocida como huaca Santa María de Santa Cruz, es un sitio arqueológico prehispánico ubicado en el distrito de San Isidro, en la ciudad de Lima, capital del Perú. Fue declarado Patrimonio Cultural de la Nación y zona arqueológica intangible mediante Resolución Directoral Nacional n.° 879/INC-2003 el 4 de diciembre de 2003. 
Formó parte del señorío de Guatca, que comprendió tres curacazgos: Cacaguasi, Limatambo y Santa Cruz. El curacazgo de Santa Cruz comprendía siete huacas: Santa Cruz, Huallamarca, Pucllana, El Olivar, Clínica Delgado, San Isidro B y Orrantia 2.  
En la huaca se encontró un cementerio del Horizonte Tardío asociado a cerámica inca. Consta de una pirámide escalonada cuya estructura tiene también modificaciones de la época Inca. Se conectaba con la huaca Pucllana mediante un camino y un sistema de canales.
Durante las investigaciones por parte de Luis Ccosi Salas realizados entre el 29 de enero y 3 de abril de 1951 mencionó a la Huaca El Olivar (destruida en 1951) con el nombre de Huaca Santa Cruz, pero en realidad la Huaca Santa Cruz estaba a diez cuadras al oeste

## Hallazgos
Durante las excavaciones realizadas por el arqueólogo Miguel Cornejo se reveló información sobre la forma de enterramientos y el tipo de objetos asociados utilizados por la población que ocupó este lugar, en donde resalta el estilo Inca local o Inca Ychsma y de otras culturas anteriores. 
Se encontró un fardo funerario de 400 años de antigüedad de unos 60 centímetros, este presenta un cuerpo en forma de galleta atado de pies y manos, tendido sobre una plataforma rocosa. El segundo correspondía a una persona con rasgos orientales, enterrado en el siglo XIX, que estaba envuelta en tela a 20 centímetros de profundidad.